# Pierre Njanka
Pierre Njanka Beyaka est un footballeur camerounais né le 15 mars 1975 à Douala.

## Biographie
Le fait le plus marquant de la carrière de Pierre Njanka, d'après ses propres dires, est le but qu'il a marqué contre l'Autriche au premier tour de la Coupe du monde de football 1998.
Après sa carrière de joueur, il réside à Martigues en France et devient entraîneur de niveau amateur.

## Palmarès
- Vainqueur de la Coupe de France en 2001 (Strasbourg)
- Finaliste de la Coupe des confédérations en 2003 (Cameroun)
- Finaliste de la Coupe de France en 2005 (Sedan)
- Finaliste de la Coupe de Tunisie en 2006 (Club africain)
- champion d'Afrique 2000
- 3 sélections fifa (1999 2000 2001)